# Шаг вправо… шаг влево…
«Шаг вправо… шаг влево…» — советский криминальный художественный фильм о заключённых, снятый в 1991 году киностудией «Инсон» (Узбекистан) режиссёра Юрия Сабитова.
Премьера в Москве состоялась в марте 1992 года.

## Сюжет
Можно ли убежать от судьбы, если тихо и незаметно жить, не причиняя никому зла? Оказывается нельзя. Так приезд известной певицы и популярной телевизионной журналистки влечет за собой роковые и непредсказуемые события.

## В ролях
- Карим Мирхадиев — Бахтиер Умаров
- Наби Абдурахманов — Салимджан (Киш-миш)
- Иван Мацкевич — Доронин (зек)
- Геннадий Четвериков — «Горилла» (зек)
- Александр Аржиловский — Валентин Петрович Кубасов (майор, начальник ИТК)
- Павел Гаврилюк — Кольцов (капитан, заместитель начальника ИТК)
- Александр Милютин — старший прапорщик
- Гульнара Дусматова — Нофиса (жена Бахтиера)
- Аброр Бакиров — конвоир
- Александр Завьялов — Сладковский (зек)
- Валерий Кудашкин
- Владимир Сидоров
- Фатих Гайнутдинов — заключённый
- Ольга Кормухина — певица
- Василий Псатас — заключённый
- Александра Ливанская — тележурналистка
- Юрий Гусев — капитан
- Евгений Ширяев — «Лоб» (пахан)
- Станислав Фалько — зек
- Николай Борисов — бандит, напавший на автозак
- Станислав Стрелков — младший лейтенант (начальник конвоя)
- Валерий Немешаев — сержант (водитель автозака)
- Станислав Михин — «Кабан» (зек)
- Николай Иванов — заключённый

## Съёмочная группа
- Автор сценария: Зульфикар Мусаков
- Режиссёр-постановщик: Юрий Сабитов
- Оператор-постановщик: Тимур Каюмов
- Художник-постановщик: Эдуард Ованесов
- Композитор: Евгений Ширяев
- Вокал: Ольга Кормухина, песни «Корабль» (музыка Евгения Кобылянского, стихи Анатолия Долженкова); «Каин и Авель»
- Постановщик и исполнитель трюков: Владимир Жариков

## Критика
«Шаг вправо, шаг влево…» — Приличный фильм создали узбекские кинематографисты. Это тем более приятно, что в прошлом поводов для высоких оценок их творчества не было. Правда, без традиционной ложки дегтя не обойтись картина поставлена на старом материале, который был достаточно апробирован в российском кино. В фильме рассказывается о событиях в жизни тюрьмы. Но хорошая литературная основа, броские нешаблонные характеры ключенных, и тюремщиков, умелая режиссура Юрия Сабитова позволяют говорить о фильме, как о заметном явлении киностудии «Инсон». Если бы то же можно было сказать о прокатной судьбе ленты, которая, к сожалению, не адекватна качеству произведения.— журнал «Вестник», 1996